# Khawaja Nazimuddin

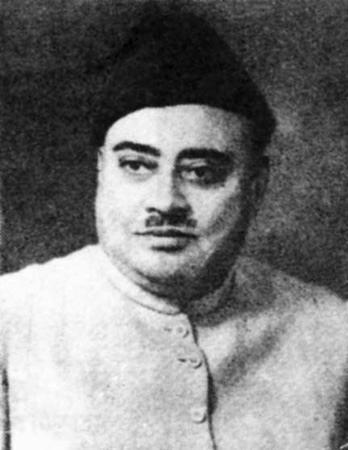
Khawaja Nazimuddin

Sir Khawaja Nazimuddin (Urdu خواجه ناظم الدین; Bengalisch: খাজা নাজিমুদ্দীন, Khājā Nājimuddīn; * 9. Juli 1894 in Dhaka; † 22. Oktober 1964 in Dhaka) war ein pakistanischer Politiker, Generalgouverneur und Premierminister.

## Leben
Geboren in Dhaka in Bengalen stammte er aus einer Familie von Nawabs. Er besuchte zunächst die Dunstable Grammar School in England, dann die Aligarh Muslim University und später – bis Mitte der 30er Jahre – die Trinity Hall in Cambridge.
Nach seiner Rückkehr nach Britisch-Indien widmete er sich der Politik in seiner Heimat Bengalen, wurde zunächst Erziehungsminister und stieg dann – vor der Unabhängigkeit Pakistans – zum Chief Minister der Provinz auf. Er übernahm auch die Leitung der Muslimliga im östlichen Indien. 1934 wurde er vom britischen König und indischen Kaiser George V. in den Adelsstand eines Knight Commander des Order of the Indian Empire (KCIE) erhoben.
Nach der Gründung des moslemischen Staates Pakistan spielte er eine wichtige Rolle in den frühen Regierungen. Nach dem frühen Tod des Staatsgründers Muhammad Ali Jinnah wurde Nazimuddin sein Nachfolger als Generalgouverneur von Pakistan. Nach der Ermordung des ersten pakistanischen Premierministers Liaquat Ali Khan 1951 wurde er dessen Nachfolger.
Unter seiner Regierung wurden die Gegensätze zwischen den beiden größten Bevölkerungsgruppen der Panjaber und der Bengalen innerhalb der Muslimliga immer größer, und am 21. Februar 1952 verlangten die bengalischen Vertreter auf einer Demonstration einen gleichberechtigten Status für die bengalische Sprache. Diese Demonstration wurde von der Polizei blutig niedergeschlagen, was zahlreiche Menschenleben forderte. In seiner Regierungszeit wurde auch eine neue Verfassung entworfen, die es Pakistan erlauben sollte, seinen Dominium-Status im britischen Commonwealth zu beenden und Republik zu werden. Zwar gab es Fortschritte, doch Nazimuddins Amtszeit endete vorzeitig, und das Werk blieb unvollendet.
1953 begann eine muslimische religiöse Bewegung für die Entfernung der religiösen Minderheit der Ahmadis aus Machtpositionen zu agitieren und verlangte, diese Minderheit zu „Nicht-Moslems“ zu erklären. Nazimuddin stellte sich dem entgegen, was Tumulte im Punjab zur Folge hatte, die sich sowohl gegen die Regierung als auch die Anhänger dieser religiösen Minderheit richteten. Nazimuddin antwortete mit der Ersetzung des Provinzgouverneurs durch Feroz Khan Noon, doch diese Entscheidung kam zu spät. Generalgouverneur Ghulam Muhammad forderte ihn auf zurückzutreten, doch Nazimuddin weigerte sich, was Ghulam Muhammad veranlasste, ihn in Ausnutzung einer Verfassungsklausel abzusetzen. Die Sache ging vor den Obersten Gerichtshof Pakistans, der in seinem Urteil die Legalität der Absetzung nicht berührte, aber Neuwahlen erzwang. Neuer Premier wurde der geborene Bengale Muhammad Ali Bogra.
Khawaja Nazimuddin genießt noch heute große Ehren in Pakistan und Bangladesch. In Karatschi wurden die Vorstädte Nazimabad und North Nazimabad und in Dhaka eine Straße nach ihm benannt.